# Afera Ergenekon
Afera Ergenekon – afera, która wybuchła w Turcji w 2006 roku.
Ergenekon to nazwa domniemanej tajnej organizacji, powołanej jakoby przez oficerów armii, policji, służb specjalnych i działaczy prawicowych partii nacjonalistycznych w celu destabilizacji kraju i obalenia rządu AKP. Według prokuratury członkowie Ergenekon mieli planować wykorzystanie zamachów bombowych w Stambule, zamachów na polityków, dziennikarzy, oraz Orhana Pamuka.
W sprawie afery Ergenekon został w październiku 2008 roku rozpoczęty proces sądowy, aresztowani zostali liczni oficerowie, naukowcy, prawnicy, biznesmeni i dziennikarze. Tak liczne aresztowania są natomiast w oczach przeciwników rządu dowodem, iż sprawa ma na celu wyłącznie rozprawę z opozycją i podważenie świeckości Turcji.
21 września 2012 r. sąd wydał nieprawomocny wyrok, skazując 327 byłych lub czynnych żołnierzy na kary więzienia. Najwyższy zasądzony wyrok to 20 lat. Jednocześnie sąd uniewinnił 34 osoby, a postępowanie wobec jednej odłożył.
Proces i zapadły wyrok zmieniły równowagę sił w Turcji, osłabiając zdecydowanie pozycję wojska w strukturach państwowych na korzyść rządu i władz cywilnych.